# Задача Буземана — Петти
Задача Буземана — Петти — вопрос выпуклой геометрии, сформулированный Буземаном и Петти в 1956 году.
Правда ли, что симметричное выпуклое тело с бо́льшими центральными сечениями гиперплоскостями имеет бо́льший объём?
Ответ положительный в размерностях {\displaystyle \leqslant 4}, и отрицательный в размерностях {\displaystyle \geqslant 5}.
Задача знаменита тем, что в размерности {\displaystyle 4}, был дан сначала (неправильный) отрицательный ответ, a через несколько лет положительный. 
При этом обе статьи были опубликованы одним и тем же автором в одном из самых престижных математических журналов, Annals of Mathematics.

## Формулировка
Пусть {\displaystyle K_{1}} и {\displaystyle K_{2}} — выпуклые тела в {\displaystyle n}-мерном евклидовом пространстве с общим центром симметрии такие, что
{\displaystyle \mathrm {Vol} _{n-1}\,(K_{1}\cap A)\leqslant \mathrm {Vol} _{n-1}\,(K_{2}\cap A)}
для каждой гиперплоскости {\displaystyle A}, проходящей через центр симметрии. Верно ли, что
{\displaystyle \mathrm {Vol} _{n}\,K_{1}\leqslant \mathrm {Vol} _{n}\,K_{2}\ ?}

## История
- В размерности 2 задача тривиальна, ответ положительный.
- 1956 Буземан и Петти показали, что ответ будет положительным, если первое тело является шаром.
- 1975 Лармен и Роджерс[англ.] построили контрпример в размерностях {\displaystyle \geqslant 12}.
- 1986, Кит Болл доказал, что взяв куб как первое тело и подходящий шар как второе, получаем контрпример в размерностях {\displaystyle \geqslant 10}.
- 1988, Лютвак показал что ответ на задачу в данной размерности положителен тогда и только тогда, когда все симметричные выпуклые тела в этой размерности являются телами сечений.
- Джиэннопулос и Бурген независимо построили контрпримеры  в размерностях {\displaystyle \geqslant 7}.
- Пэпэдимитракис и Гарднер независимо построили контрпримеры в размерностях 5 и 6.
- 1994 Гарднер дал положительный ответ в  размерности {\displaystyle 3}.
- 1994 Гаоюн Чжан опубликовал работу (в Annals of Mathematics), в которой в частности утверждал, что в  размерности {\displaystyle 4} ответ отрицательный.
- 1997 Александр Колдобский опроверг утверждение Гаоюн Чжана.
- 1999 После изучения, результатов Колдобского, Чжан быстро доказал, что на самом деле  в  размерности {\displaystyle 4} ответ утвердительный. Эта более поздняя работа была также опубликована в Annals of Mathematics.

## Вариации и обобщения
- Теорема единственности Минковского утверждает, что если два симметричных выпуклых тела имеют равновеликие сечения любой гиперплоскостью, проходящий через их общий центр, то эти два тела равны.
- Задача Шепарда — аналогичная задача, в которой вместо сечений, рассматриваются проекции на все возможные гиперплоскости.